# Футбол у Лондоні
Футбол — найпопулярніший вид спорту як серед учасників, так і серед глядачів у Лондоні. На 2021 рік у місті кілька провідних футбольних клубів Англії, а загалом столиця є домом для дванадцяти професіональних клубів, кілька десятків напівпрофесіональних клубів і кілька сотень аматорських клубів. Більшість лондонських клубів названі на честь району, в якому вони грають (або колись грали), і мають яскраво виражене суперництво. «Арсенал», «Челсі» та «Тоттенгем Готспур» традиційно є найуспішнішими командами Лондона, які на 2020 рік загалом виграли 103 титули та трофеї.
Стадіон «Вемблі», національний стадіон Англії, знаходиться в Лондоні. Фінал чемпіонату світу 1966 року і численні фінали єврокубків проходили на цій арені, яка також є місцем проведення домашніх матчів національною футбольною командою Англії і традиційно тут проходить фінал Кубка Англії, починаючи з 1923 року.

## Історія
Сучасний футбол вперше був кодифікований в 1863 році в Лондоні, а згодом поширився в усьому світі. Творцем сучасної гри став лондонець Ебенізер Кобб Морлі, який був одним із засновників Футбольної асоціації, найстарішої футбольної організації у світі. Він написав перший звід правил сучасного футболу у своєму будинку в лондонському районі Барнз.
До першого засідання Футбольної асоціації в таверні на Грейт-Квін-стріт у Лондоні 26 жовтня 1863 року не було загальновизнаних правил гри у футбол. Членами-засновниками, присутніми на першій зустрічі, були футбольні клуби «Барнс», «Сівіл Сервіс», «Крусейдерс», «Форес оф Лейтонстоун» (згодом отримали назву «Вондерерз»), «Н.Н. Клаб», оригінальний «Крістал Пелес», «Блекгіт», «Кенсінгтон Скул», «Персіваль Хаус», «Сарбітон» і Блекгіт Скул; «Чартергаус» відправив свого капітана Б. Ф. Гартсгорна, але відмовився від пропозиції приєднатися. Всі 12 клубів-засновників були з Лондона, хоча багато з тих часів вже не існують або зараз грають у регбі.

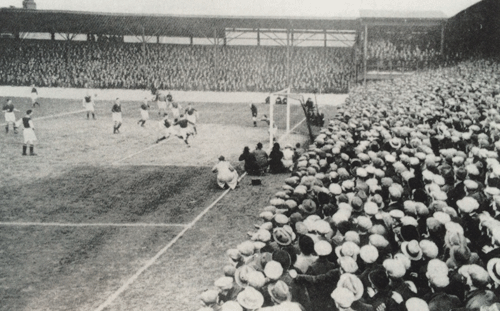
Лондонське дербі «Міллволл» — «Вест Гем Юнайтед» у матчі Кубка Англії. 1930 рік, «Болейн Граунд».

Зростання популярності футболу в Лондоні починається з кінця 19 століття, коли багато людей почали шукати спосіб провести дозвілля на вихідних. 1882 року була створена Лондонська футбольна асоціація. Протягом наступних 25 років клуби виникали по всій столиці, і більшість цих команд все ще існує у 21 столітті.
«Фулгем» був заснований в 1879 році і є найстарішим нині діючим професіональним футбольним клубом Лондона. В той же час першим професіональним клубом міста є «Арсенал», який отримав цей статус в 1891 році. Інші лондонські клуби незабаром взяли приклад з «Арсенала», перетворюючись на професіоналів, включаючи «Міллволл» (1893), «Тоттенгем Готспур» (1895), «Фулгем» (1898) та «Вест Гем Юнайтед» (1898). Втім саме «Каноніри» стали найуспішнішою командою Лондона, здобувши на 2021 рік 44 трофеї. До того ж «Арсенал» тільки другий англійський клуб (після «Престон Норт-Енд» в сезоні 1888–89) і єдиний лондонський клуб, який завершив сезон у вищому англійському дивізіоні без жодної поразки, що їм вдалося в сезоні 2003-04. Також «Арсенал» вигравав Кубок Англії рекордні 14 разів і став першою лондонською командою, яка виграла Перший дивізіон футбольної ліги в сезоні 1930–31, а потім і першим лондонським клубом, який виграв Прем'єр-лігу в сезоні 1997–98. Вони також були першим лондонським клубом, який дійшов до фіналу Ліги чемпіонів УЄФА, що вони і зробили в сезоні 2005–06, врешті-решт програвши «Барселоні» 1:2 у фіналі, який відбувся в Парижі.
«Челсі» на 2021 рік є єдиним лондонським клубом, що виграв Лігу чемпіонів, зробивши це у сезоні 2011–12, перемігши Баварію в фіналі по пенальті в Мюнхені. Майже рівно за рік, 15 травня 2013 року «Челсі» виграв Лігу Європи УЄФА, ставши четвертим клубом і першим британським, який виграв всі три основні клубні змагання УЄФА. Також «Челсі» — єдиний лондонський клуб, який брав участь у Клубному чемпіонаті світу, зігравши у турнірі 2012 року, програвши бразильському «Корінтіансу» у фіналі.
«Тоттенгем Готспур» — перший британський клуб, який виграв європейський трофей, здобувши Кубок володарів кубків у 1963 році.
У сезоні 1989–90 років вісім лондонських професійних клубів одночасно перебували у вищому рівні англійського футболу, тобто 40 % усіх клубів Першого дивізіону в тому сезоні базувались в одному місті.

## Клуби
У наведеній нижче таблиці перераховані всі лондонські клуби, що входять у шість найкращих дивізіонів системи англійської футбольної ліги. Дивізіон вказаний на сезон 2020–21, а стадіони та місткість станом на 24 серпня 2020 року
| Клуб                          | Стадіон                            | Місткість                 | Заснування                | Приімтки |
| Прем'єр-ліга (Англія) (1)     | Прем'єр-ліга (Англія) (1)          | Прем'єр-ліга (Англія) (1) | Прем'єр-ліга (Англія) (1) | Прем'єр-ліга (Англія) (1) |
| ----------------------------- | ---------------------------------- | ------------------------- | ------------------------- | --- |
| Арсенал                       | Емірейтс                           | 60,704                    | 1886                      | Перший професіональний клуб Лондона, який спочатку базувався у районі Вулвіч. Перший лондонський клуб, який став чемпіоном англійської ліги (1931). |
| «Челсі»                       | «Стемфорд Бридж»                   | 41,798                    | 1905                      | Виграв останній у історії фінал Кубка Англії на старому «Вемблі» у 2000 році і перший на новому стадіоні у 2007 році. Перший лондонський клуб, що виграв Лігу чемпіонів УЄФА (2012).                                                                                  |
| «Крістал Пелес»               | Селгерст Парк                      | 26,309                    | 1905                      | |
| «Фулгем»                      | Крейвен Коттедж                    | 25,700                    | 1879                      | Найстаріший лондонський клуб у Футбольній лізі. |
| «Тоттенгем Готспур»           | «Тоттенгем Готспур Стедіум»        | 62,062                    | 1882                      | Єдина команда «неліги», яка виграла Кубок Англії (1901) після заснування Футбольної ліги. Перший лондонський клуб, який виграв європейський трофей — Кубок володарів кубків УЄФА у 1963 році. Також є дебютним переможцем іншого євротрофею — Кубка УЄФА у 1972 році. |
| «Вест Гем Юнайтед»            | Олімпійський стадіон               | 66,000                    | 1895                      | Грав на «Болейн Граунд» з 1904 по 2016 рік, перш ніж переїхати до району Стратфорд. |
| «Брентфорд»                   | Брентфордський громадський стадіон | 18,250                    | 1889                      | Грав на «Гріффін Парк» з 1904 по 2020 рік до переїзду. |
| Чемпіонат Футбольної ліги (2) |                                    |                           |                           | |
| «Міллволл»                    | «Ден»                              | 20,146                    | 1885                      | Заснований у Східному Лондоні на острові Собак і переїхав на південь до Бермондсі в 1910 році. |
| «Квінз Парк Рейнджерс»        | «Лофтус-Роуд»                      | 18,360                    | 1882                      | Грали на багатьох різних стадіонах протягом своєї історії. |
| Перша футбольна ліга (3)      |                                    |                           |                           | |
| «Вімблдон»                    | Плау Лейн                          | 9,300                     | 2002                      | Сформований фанатами історичного «Вімблдону» на знак протесту після того, як клуб оголосив про переїзд в Мілтон Кейнс. |
| «Чарльтон Атлетік»            | «Веллі»                            | 27,111                    | 1905                      | Виграв Кубок Англії у 1947 році. Проводили матчі в тому числі на стадіонах «Селгерст Парк» та «Болейн Граунд». |
| Друга футбольна ліга (4)      |                                    |                           |                           | |
| «Лейтон Орієнт»               | «Брісбен Роад»                     | 9,271                     | 1881                      | |
| Національна ліга (5)          |                                    |                           |                           | |
| «Барнет»                      | «Гайв»                             | 5,100                     | 1888                      | |
| «Бромлі»                      | «Гейс Лейн»                        | 5,000                     | 1892                      | |
| «Дагенем енд Редбрідж»        | «Вікторія Роад»                    | 6,078                     | 1889                      | Утворена шляхом злиття «Дагенема» (засн. 1949) і «Редбрідж Форест» (1979), який, у свою чергу, був утворений шляхом послідовного злиття «Ілфорда» (1881), «Лейтонстоуна» (1886) і «Волтгемсто Авеню» (1900).                                                          |
| «Саттон Юнайтед»              | «Гендер Грін Лейн»                 | 5,013                     | 1898                      | |
| «Вілдстоун»                   | «Гросвенор Вейл»                   | 3,607                     | 1899                      | |
| Національна ліга Південь (6)  |                                    |                           |                           | |
| «Далвіч Гамлет»               | «Чемпіон Гілл»                     | 3,000                     | 1893                      | |
| «Гемптон енд Річмонд Боро»    | «Бевері Стедіум»                   | 3,500                     | 1921                      | |
| «Веллінг Юнайтед»             | «Парк В'ю Роад»                    | 3,500                     | 1963                      | Перебрав стадіон, на якому раніше грав нині неіснуючий клуб «Бекслі Юнайтед». |
| Істмійська ліга (7)           |                                    |                           |                           | |
| «Каршалтон Атлетік»           | War Memorial Sports Ground         | 5,000                     | 1905                      | |
| Чешунт                        | Theobalds Lane                     | 3,000                     | 1946                      | |
| «Корінтіан-Кежуалз»           | King George's Field                | 2,000                     | 1939                      | Сформована після злиття клубів Корінтіан and Кежуалз. |
| «Крей Вондерерз»              | Гайз Лейн                          | 5,000                     | 1860                      | Грає на стадіон «Бромлі». |
| «Енфілд Таун»                 | Стадіон королеви Єлизавети II      | 2,500                     | 1889                      | Заснований прихильниками «Енфілда», протестуючи проти дій власників клубів. |
| «Гарінгі Боро»                | Coles Park                         | 2,500                     | 1973                      | |
| «Горнчерч»                    | «Хорнчерч Стедіум»                 | 3,500                     | 2005                      | Заснований як наступник клубу «Горнчерч» Renamed from AFC Hornchuch to Hornchuch FC in 2019 |
| «Кінгстоніан»                 | King George's Field                | 2,000                     | 1885                      | |
| «Вінгейт & Фінчлі»            | The Maurice Rebak Stadium          | 1,500                     | 1991                      | Сформована після злиття клубів «Фінчлі» і «Вінгейт» merged. |

Також існує величезна кількість другорядних лондонських клубів, які грають поза шістьма найкращими дивізіонами англійського футболу

## Досягнення

### Найуспішніші клуби
| Клуб                   | Чемпіонат Англії | Кубок Англії | Кубок ліги | Суперкубок Англії | Чемпіоншип | Всього внутрішніх | Ліга чемпіонів УЄФА | Кубок володарів кубків | Ліга Європи УЄФА | Суперкубок УЄФА | Кубок Інтертото | Кубок ярмарків | Всього |
| ---------------------- | ---------------- | ------------ | ---------- | ----------------- | ---------- | ----------------- | ------------------- | ---------------------- | ---------------- | --------------- | --------------- | -------------- | ------ |
| «Арсенал»              | 13               | 14           | 2          | 16                | –          | 45                | –                   | 1                      | –                | –               | –               | (1)            | 46     |
| «Челсі»                | 6                | 8            | 5          | 4                 | 2          | 25                | 1                   | 2                      | 2                | 1               | –               | -              | 31     |
| «Тоттенгем Готспур»    | 2                | 8            | 4          | 7                 | 2          | 23                | –                   | 1                      | 2                | –               | –               | –              | 26     |
| «Вест Гем Юнайтед»     | –                | 3            | –          | 1                 | 2          | 6                 | –                   | 1                      | –                | –               | 1               | –              | 8      |
| «Вондерерз»            | –                | 5            | –          | –                 | -          | 5                 | –                   | –                      | –                | –               | –               | –              | 5      |
| «Квінз Парк Рейнджерс» | –                | –            | 1          | –                 | 2          | 3                 | –                   | –                      | –                | –               | –               | –              | 3      |
| «Фулгем»               | –                | –            | –          | –                 | 2          | 2                 | –                   | –                      | –                | –               | 1               | –              | 3      |
| «Чарльтон Атлетік»     | –                | 1            | –          | –                 | 1          | 2                 | –                   | –                      | –                | –               | –               | –              | 2      |
| «Крістал Пелес»        | –                | -            | –          | –                 | 2          | 2                 | –                   | –                      | –                | –               | –               | –              | 2      |
| «Клепем Роверз»        | –                | 1            | –          | –                 | -          | 1                 | –                   | –                      | –                | –               | –               | –              | 1      |
| «Вімблдон»             | –                | 1            | –          | –                 | -          | 1                 | –                   | –                      | –                | –               | –               | –              | 1      |
| «Брентфорд»            | –                | -            | –          | –                 | 1          | 1                 | –                   | –                      | –                | –               | –               | –              | 1      |
| «Міллволл»             | –                | -            | –          | –                 | 1          | 1                 | –                   | –                      | –                | –               | –               | –              | 1      |

### Чемпіонат Англії
| Клуб                   | Чемпіон | Віце-чемпіон | Роки перемог |
| ---------------------- | ------- | ------------ | --- |
| «Арсенал»              | 13      | 8            | 1930–31, 1932–33, 1933–34, 1934–35, 1937–38, 1947–48, 1952–53, 1970–71, 1988–89, 1990–91, 1997–98, 2001–02, 2003–04 |
| «Челсі»                | 6       | 4            | 1954–55, 2004–05, 2005–06, 2009–10, 2014–15, 2016–17                                                                |
| «Тоттенгем Готспур»    | 2       | 5            | 1950–51, 1960–61 |
| «Квінз Парк Рейнджерс» | –       | 1            | |
| «Чарльтон Атлетік»     | –       | 1            | |

### Кубок Англії
| Команди                | Перемог | Фіналів | Роки перемог                                                                       | Роки фіналів                             |
| ---------------------- | ------- | ------- | ---------------------------------------------------------------------------------- | ---------------------------------------- |
| «Арсенал»              | 14      | 7       | 1930, 1936, 1950, 1971, 1979, 1993, 1998, 2002, 2003, 2005, 2014, 2015, 2017, 2020 | 1927, 1932, 1952, 1972, 1978, 1980, 2001 |
| «Челсі»                | 8       | 6       | 1970, 1997, 2000, 2007, 2009, 2010, 2012, 2018                                     | 1915, 1967, 1994, 2002, 2017, 2020       |
| «Тоттенгем Готспур»    | 8       | 1       | 1901, 1921, 1961, 1962, 1967, 1981, 1982, 1991                                     | 1987                                     |
| «Вондерерз»            | 5       | 0       | 1872, 1873, 1876, 1877, 1878                                                       | —                                        |
| «Вест Гем Юнайтед»     | 3       | 2       | 1964, 1975, 1980                                                                   | 1923, 2006                               |
| «Чарльтон Атлетік»     | 1       | 1       | 1947                                                                               | 1946                                     |
| «Клепем Роверз»        | 1       | 1       | 1880                                                                               | 1879                                     |
| «Вімблдон»             | 1       | 0       | 1988                                                                               | —                                        |
| «Крістал Пелес»        | 0       | 2       | —                                                                                  | 1990, 2016                               |
| «Фулгем»               | 0       | 1       | —                                                                                  | 1975                                     |
| «Квінз Парк Рейнджерс» | 0       | 1       | —                                                                                  | 1982                                     |
| «Міллволл»             | 0       | 1       | —                                                                                  | 2004                                     |

### Кубок Ліги
| Команди                | Перемог | Фіналів | Роки перемог                 | Роки фіналів                       |
| ---------------------- | ------- | ------- | ---------------------------- | ---------------------------------- |
| «Челсі»                | 5       | 3       | 1965, 1998, 2005, 2007, 2015 | 1972, 2008, 2019                   |
| «Тоттенгем Готспур»    | 4       | 4       | 1971, 1973, 1999, 2008       | 1982, 2002, 2009, 2015             |
| «Арсенал»              | 2       | 6       | 1987, 1993                   | 1968, 1969, 1988, 2007, 2011, 2018 |
| «Квінз Парк Рейнджерс» | 1       | 1       | 1967                         | 1986                               |
| «Вест Гем Юнайтед»     | 0       | 2       | —                            | 1966, 1981                         |

### Ліга чемпіонів УЄФА
| Команди             | Перемог | Фіналів | Роки перемог | Роки фіналів |
| ------------------- | ------- | ------- | ------------ | ------------ |
| «Челсі»             | 1       | 1       | 2012         | 2008         |
| «Арсенал»           | 0       | 1       | –            | 2006         |
| «Тоттенгем Готспур» | 0       | 1       | –            | 2019         |

### Кубок володарів кубків УЄФА
| Команди             | Перемог | Фіналів | Роки перемог | Роки фіналів |
| ------------------- | ------- | ------- | ------------ | ------------ |
| «Челсі»             | 2       | 0       | 1971, 1998   | –            |
| «Арсенал»           | 1       | 2       | 1994         | 1980, 1995   |
| «Вест Гем Юнайтед»  | 1       | 1       | 1965         | 1976         |
| «Тоттенгем Готспур» | 1       | 0       | 1963         | –            |

### Кубок УЄФА / Ліга Європи
| Команди             | Перемог | Фіналів | Роки перемог | Роки фіналів |
| ------------------- | ------- | ------- | ------------ | ------------ |
| «Тоттенгем Готспур» | 2       | 1       | 1972, 1984   | 1974         |
| «Челсі»             | 2       | 0       | 2013, 2019   | –            |
| «Арсенал»           | 0       | 2       | –            | 2000, 2019   |
| «Фулгем»            | 0       | 1       | –            | 2010         |

### Кубок ярмарків
| Команди   | Перемог | Фіналів | Роки перемог | Роки фіналів |
| --------- | ------- | ------- | ------------ | ------------ |
| «Арсенал» | 1       | 0       | 1970         | –            |
| Лондон XI | 0       | 1       | –            | 1958         |

### Суперкубок УЄФА
| Команди   | Перемог | Фіналів | Роки перемог | Роки фіналів     |
| --------- | ------- | ------- | ------------ | ---------------- |
| «Челсі»   | 1       | 3       | 1998         | 2012, 2013, 2019 |
| «Арсенал» | 0       | 1       | –            | 1994             |

### Кубок Інтертото
| Команди            | Перемог | Фіналів | Роки перемог | Роки фіналів |
| ------------------ | ------- | ------- | ------------ | ------------ |
| «Вест Гем Юнайтед» | 1       | 0       | 1999         | –            |
| «Фулгем»           | 1       | 0       | 2003         | –            |

### Клубний чемпіонат світу
| Команди | Перемог | Фіналів | Роки перемог | Роки фіналів |
| ------- | ------- | ------- | ------------ | ------------ |
| «Челсі» | 0       | 1       | –            | 2012         |